# Escàndol a París
Escàndol a París (títol original en anglès: A Scandal in Paris) és una pel·lícula estatunidenca dirigida per Douglas Sirk estrenada el 1946. Ha estat doblada al català. És una biografia novel·lada del criminal francès convertit en policia, Eugène-François Vidocq.

## Argument
Vidocq neix a la presó el 1775. Després d'una joventut plena d'expedients, es converteix, gràcies a una banda d'estafadors, en sotstinent en l'exèrcit de Bonaparte. Vidocq! Aquest nom el farà seu, després d'haver-lo manllevat d'una làpida. Seductor per temperament, estafador per herència, el seu coneixement del crim en feia el candidat ideal per les funcions de Cap de la Seguretat.

## Repartiment
- George Sanders: Eugène François Vidocq
- Signe Hasso: Therese De Pierremont
- Carole Landis: Loretta
- Akim Tamiroff: Emile Vernet
- Gene Lockhart: el cap de policia Richet
- Alma Kruger: Marquesa De Pierremont
- Alan Napier: Houdon De Pierremont
- Jo Ann Marlowe: Mimi De Pierremont
- Vladimir Sokoloff: Oncle Hugo
- Pedro de Cordoba: el capellà
- Fritz Leiber: el pintor

## Al voltant de la pel·lícula
- Escàndol a París, tercera pel·lícula estatunidenca de Douglas Sirk, és, de totes les seves realitzacions, la preferida del cineasta (Entrevista amb el cineasta aparegut a Film comment el 1978).
- "L'atenta posada en escena fa més gran un potent drama criminal (...) absorbent pel·lícula, de tèrbola elegància, de deliciosa acidesa"[3]